# Matthew Richards
Matthew Richards (17 dicembre 2002) è un nuotatore britannico, specializzato nello stile libero.

## Biografia
Si è messo in mostra a livello junior agli europei giovanili di Kazan' 2019, vincendo l'oro nei 100 metri, l'argento nei 200 metri e il bronzo nella staffetta 4x100 metri stile libero, gareggiando con Archie Goodburn, Edward Mildred e Jacob Whittle.
Agli europei di Budapest 2021, disputati alla Duna Aréna nel maggio 2021, si è aggiudicato la medaglia d'argento nelle staffette 4x100 e 4x200 metri stile libero, in entrambi i casi disputando la finale con Thomas Dean, James Guy e Duncan Scott. Ai giochi olimpici di Tokyo, prende parte alla 4x200 metri stile libero, dove si guadagna la medaglia d'oro vincendo la finale assieme agli stessi atleti con cui aveva vinto la gara europea (Dean, Guy e Scott).
Nel 2022, vince il bronzo ai mondiali di Budapest nella 4x200 metri stile libero, con il team britannico che giunge alle spalle di Stati Uniti e Australia. Agli Europei, vince tre medaglie: una di bronzo nella 4x100 metri stile libero, una d'argento nella 4x100 metri stile libero mista e una d'oro nella 4x200 metri stile libero mista.
Ai campionati mondiali di Fukuoka del 2023, Richards vince la sua prima medaglia iridata individuale nei 200 metri stile libero, dove si guadagna l'oro con il tempo di 1'44"30, davanti al connazionale Dean e al coreano Hwang Sun-woo. Conquista la medaglia d'oro anche nella staffetta 4x200 metri stile libero. Conclude l'anno solare partecipando agli europei in corta di Otopeni, da cui torna con due ori ed un argento. 
Nell'estate del 2024 prende parte alle Olimpiadi di Parigi, dove si aggiudica la medaglia d'argento nei 200 metri stile libero, alle spalle solamente del rumeno David Popovici, e la medaglia d'oro nella staffetta 4x200 metri stile libero. L'anno successivo vince la medesima staffetta anche ai mondiali di Singapore.

## Palmarès
| Anno | Manifestazione         | Sede      | Evento             | Risultato | Prestazione | Note |
| ---- | ---------------------- | --------- | ------------------ | --------- | ----------- | ---- |
| 2019 | Europei giovanili      | Kazan'    | 100m sl            | Oro       | 48"88       |      |
| 2019 | Europei giovanili      | Kazan'    | 200m sl            | Argento   | 1'47"23     |      |
| 2019 | Europei giovanili      | Kazan'    | 4x100m sl          | Bronzo    | 3'19"88     |      |
| 2021 | Europei                | Budapest  | 4x100m sl          | Argento   | 3'11"56     |      |
| 2021 | Europei                | Budapest  | 4x200m sl          | Argento   | 7'04"61     |      |
| 2021 | Europei                | Budapest  | 4x100m sl mista    | Oro       | 3'22"07     |      |
| 2021 | Olimpiadi              | Tokyo     | 4x200m sl          | Oro       | 6'58"58     |      |
| 2022 | Mondiali               | Budapest  | 4x200m sl          | Bronzo    | 7'04"00     |      |
| 2022 | Europei                | Roma      | 4x100m sl          | Bronzo    | 3'12"70     |      |
| 2022 | Europei                | Roma      | 4x100m sl mista    | Argento   | 3'23"30     |      |
| 2022 | Europei                | Roma      | 4x200m sl mista    | Oro       | 7'28"16     |      |
| 2023 | Mondiali               | Fukuoka   | 200m sl            | Oro       | 1'44"30     |      |
| 2023 | Mondiali               | Fukuoka   | 4x200m sl          | Oro       | 6'59"08     |      |
| 2023 | Mondiali               | Fukuoka   | 4x100m sl mista    | Bronzo    | 3'21"68     |      |
| 2023 | Europei in vasca corta | Otopeni   | 200m sl            | Oro       | 1'41"01     |      |
| 2023 | Europei in vasca corta | Otopeni   | 4x50m sl           | Oro       | 1'22"52     |      |
| 2023 | Europei in vasca corta | Otopeni   | 4x50m misti        | Argento   | 1'32"60     |      |
| 2024 | Mondiali               | Doha      | 4x100m misti mista | Bronzo    | 3'45"09     |      |
| 2024 | Olimpiadi              | Parigi    | 200m sl            | Argento   | 1'44"74     |      |
| 2024 | Olimpiadi              | Parigi    | 4x200m sl          | Oro       | 6'59"43     |      |
| 2025 | Mondiali               | Singapore | 4x200m sl          | Oro       | 6'59"84     |      |

## International Swimming League
| Stagione 2020 | stagione 2021 |
| ------------- | ------------- |
| NY Breakers   | Iron          |